# Jerzy Gelbard
Jerzy Gelbard (geboren 9. Februar 1894 in Tschenstochau, Russisches Kaiserreich; gestorben 1944 im Konzentrations- und Vernichtungslager Lublin-Majdanek) war ein polnischer Architekt, Zeichner und Maler.

## Leben

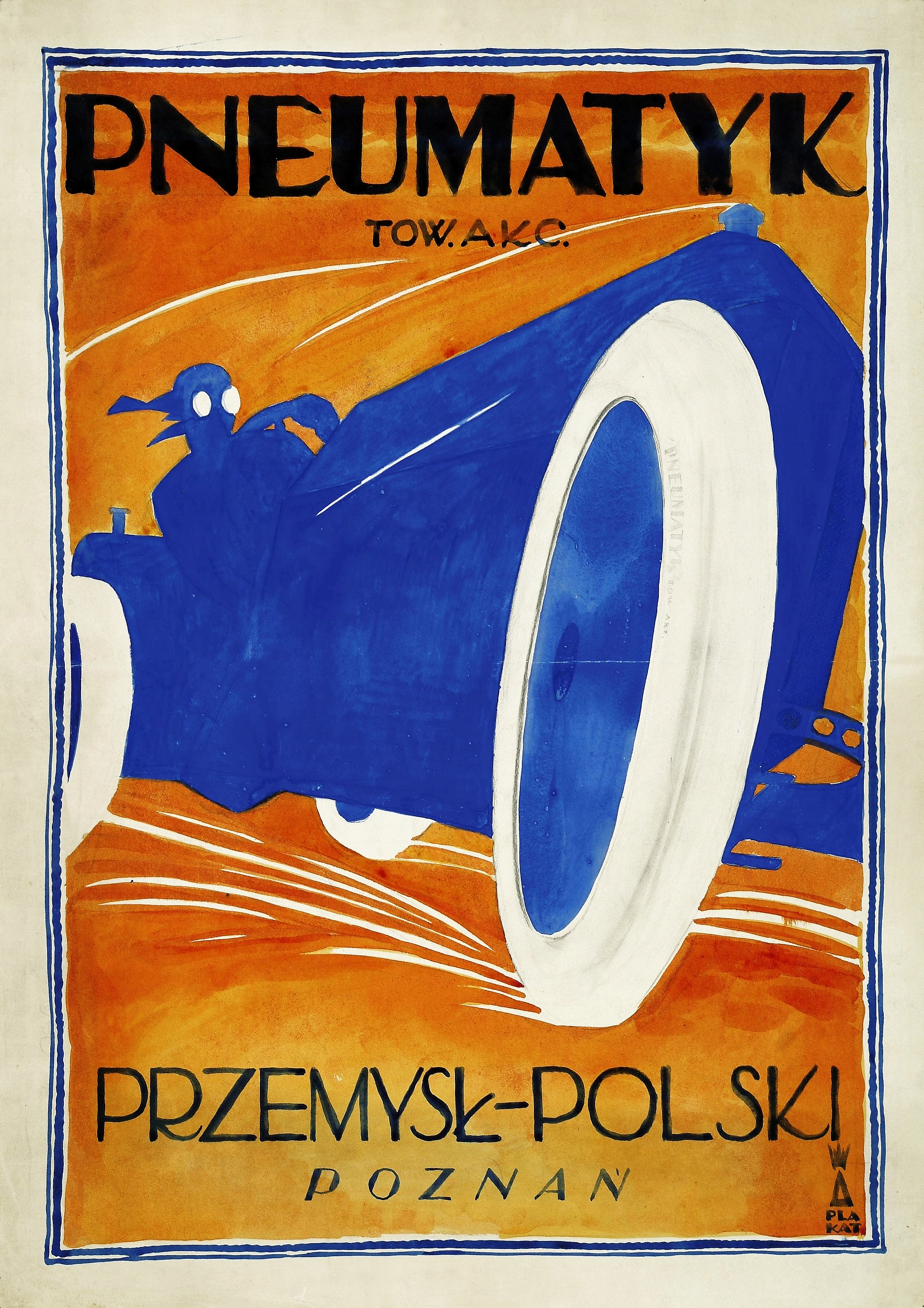
Reifenwerbung (1923)

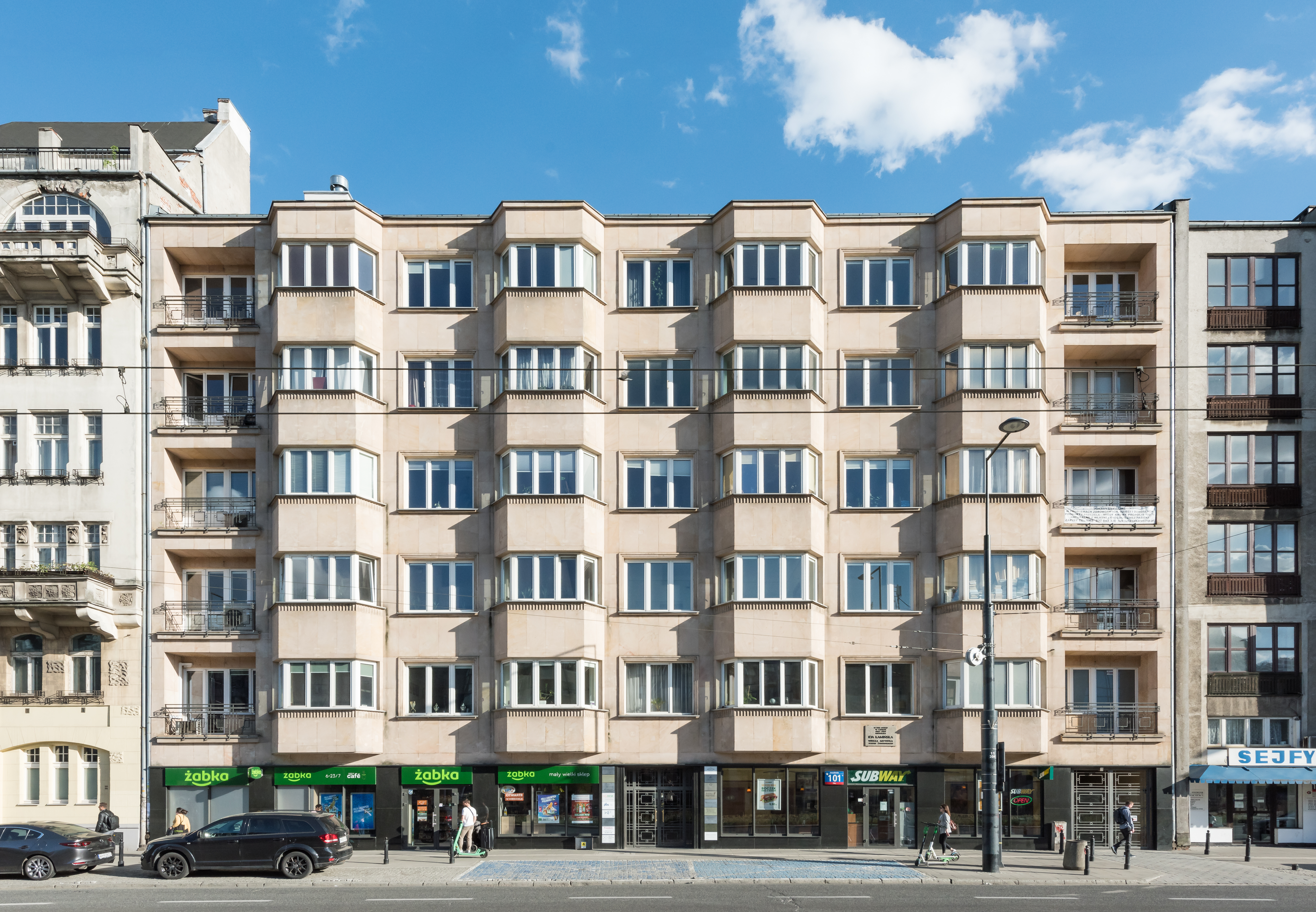
Hausfassade in Warschau

Jerzy Gelbard absolvierte das Gymnasium in Tschenstochau. Von 1912 bis 1914 besuchte er die École des Beaux-Arts in Paris und war dann Soldat im Ersten Weltkrieg auf russischer Seite. 1919 wurde er Soldat im Polnisch-Sowjetischen Krieg. Er studierte Architektur an der Technischen Universität Warschau und machte 1922 das Diplom. Er hatte Kontakte zur Literatengruppe Skamander und arbeitete für sie als Zeichner. 1923 gründete er mit Tadeusz Gronowski und Antoni Borman das grafische Atelier Plakat.
Bis 1925 hielt er sich wiederholt in Paris auf und studierte Malerei an der École des Beaux-Arts und an der École des arts décoratifs. In Paris arbeitete er in einem Architektenbüro, das sich auf Stahlbetonkonstruktionen spezialisiert hatte. 1925 beteiligte er sich am polnischen Pavillon bei der Exposition internationale des arts décoratifs et industriels modernes.
Anfang der 1930er Jahre gründete Gelbard in Warschau mit den Brüdern Grzegorz und Roman Sigalin das Architektenbüro „Biuro Projektów Jerzy Gelbard i Roman Sigalin – Architekci SARP“. Mit ihnen und mit anderen Architekten realisierte er eine Vielzahl öffentlicher und privater Bauten. Ein Charakteristikum seiner Mietshäuser waren die Erker, die über die gesamte Fassadenhöhe verlaufen.
Gelbard wurde nach Kriegsbeginn von den deutschen Besatzern zunächst im Warschauer Ghetto inhaftiert. Er kam dann ins Gefängnis Pawiak und von da in das Konzentrationslager Majdanek. Er starb dort 1944, wahrscheinlich nach der Befreiung des Lagers.